# Caballito de totora

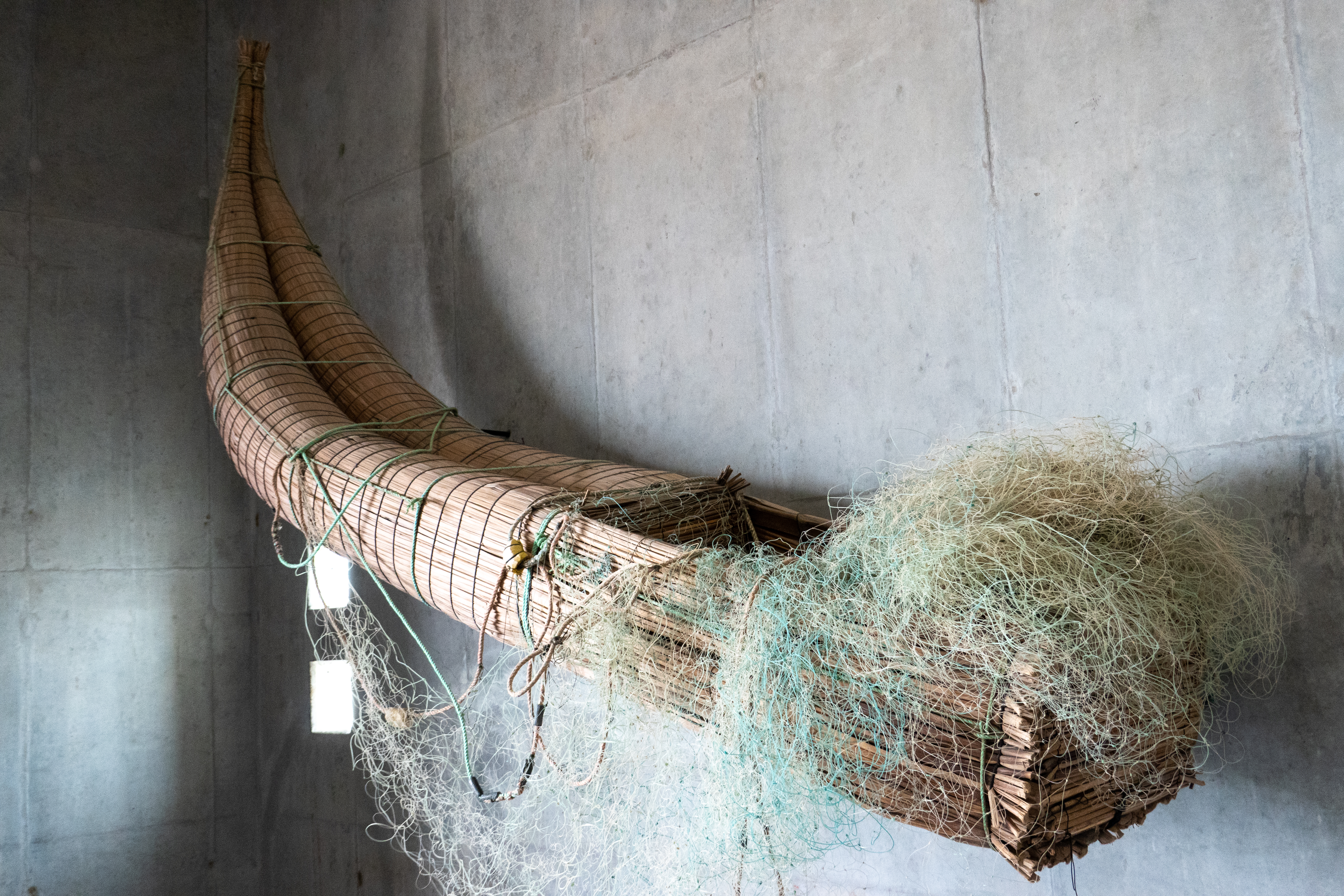
Caballito de totora au musée de Cao.

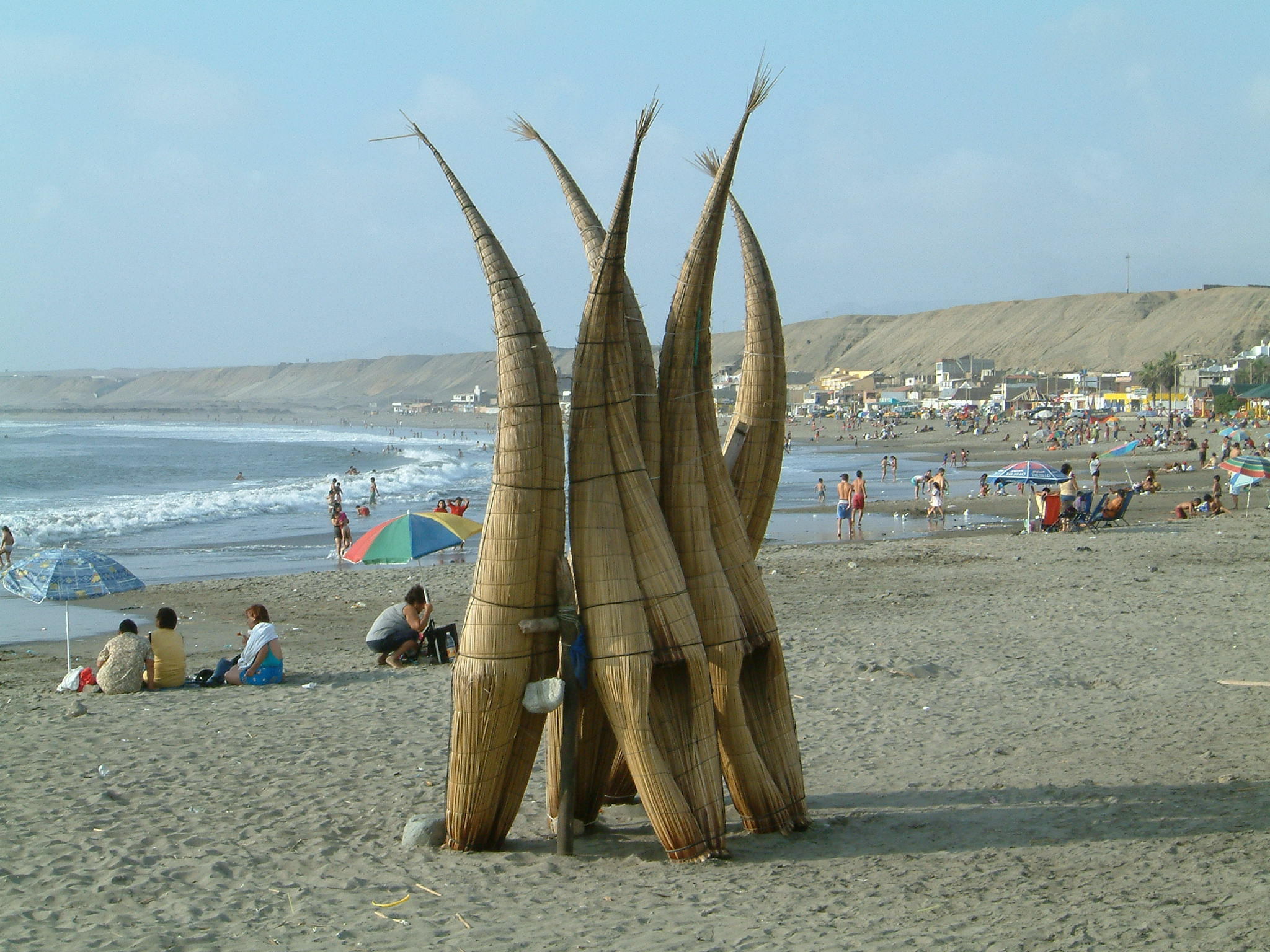
Caballitos de totora à Huanchaco.

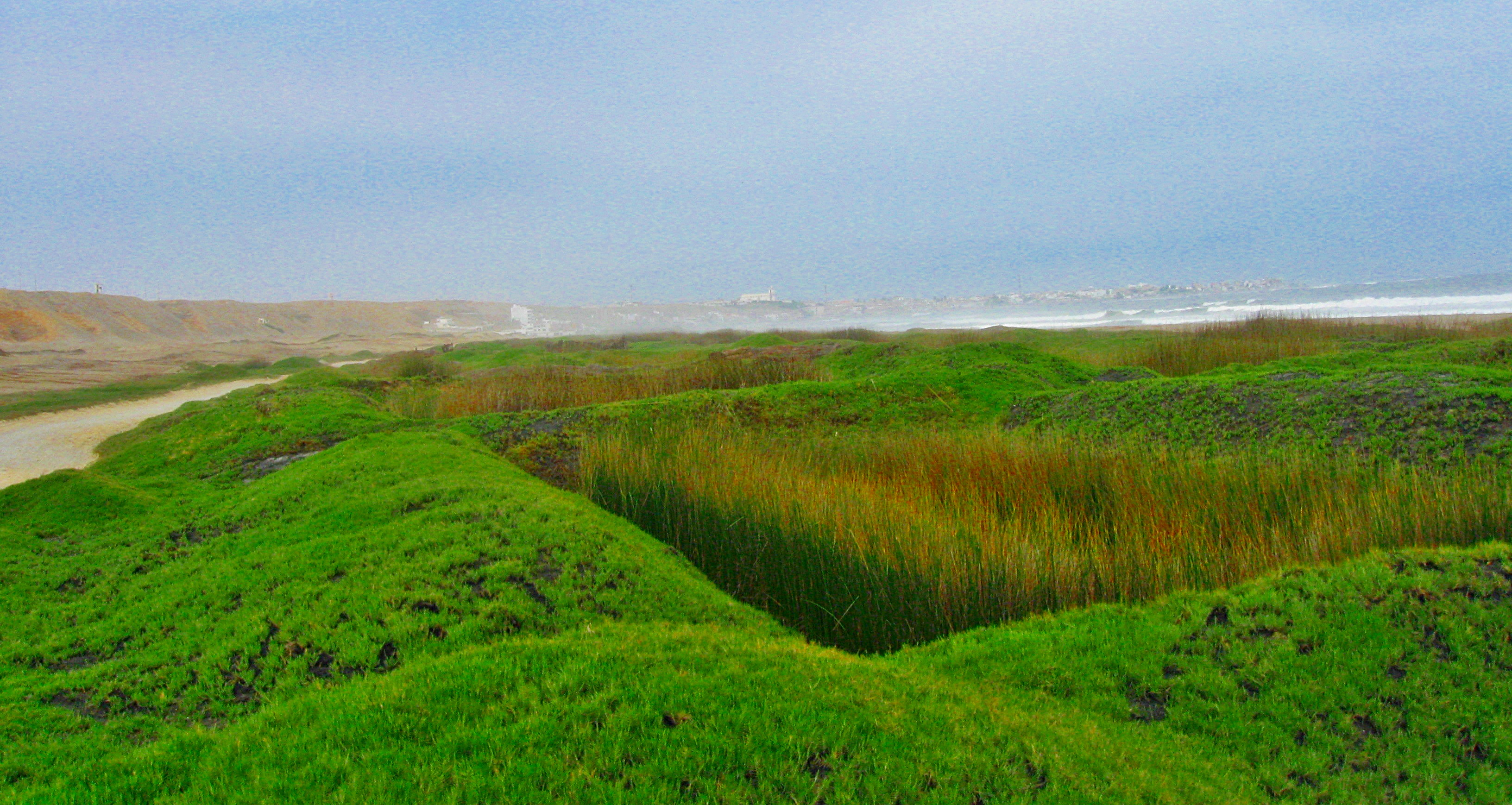
Los Humedales de Huanchaco.

Un caballito de totora, « petit cheval de roseau » en espagnol, est un type de pirogue existant au Pérou et en Bolivie depuis entre 5 000 et 2 000 ans. Cette embarcation rudimentaire est fabriquée avec des tiges et des feuilles de plantes du genre Scirpus, comme on en trouve près de Huanchaco au Pérou.

## Description
Long normalement de 4,5 à 5 m et large de 0,6 à 1 m, le bateau pèse entre 47 et 50 kg et peut supporter 200 kg de charge utile. La proue est pointue et recourbée vers le haut, la poupe étant plus large. Un logement rectangulaire permet au pêcheur de s'asseoir ou plus souvent d'y ranger son matériel et ses prises. Le navigateur agenouillé ou assis utilise une simple planche de 2 à 2,5 m de long comme pagaie pour se propulser et franchir les vagues près des plages.
La forme de ce bateau n'a pas changée depuis des millénaires. Les Mochica l'utilisaient déjà vers le IIe siècle et il est toujours employé par les Boliviens et les Péruviens.
Dans la langue ancienne de la région (quechua), on les appelle « wachakes », un mot qui peut être traduit par « œil d'eau » et qui aurait donné son nom à Huanchaco, l'un des derniers bastions des caballitos de totora dans l'océan Pacifique.

## Utilisation
Surf : Sur certaines plages de la côte péruvienne, comme à Huanchaco la station balnéaire de Trujillo, ces bateaux sont également utilisés de manière sportive pour surfer sur les vagues de la même manière que le surf.
Outre les nombreux baigneurs qui viennent à Huanchaco pratiquer les sports nautiques, des championnats de surf ont lieu chaque année, auxquels participent des surfeurs et des experts en « cheval de roseau » de tout le pays.
Pêche : La pirogue est conçue pour transporter un seul pêcheur avec son équipement, pour la pêche sur l'océan Pacifique au Pérou ou sur les lacs en Bolivie et au Pérou.
D'après les archéologues, les pêcheurs de ces peuples de l'ancien Pérou sur leurs frêles embarcations, longeaient la côte Pacifique jusqu'à de grandes distances vers le nord et le sud à la recherche des spondylus coquillage sacré utilisé comme offrande à Pachamama, pour le culte des morts, les bijoux et comme monnaie.
Écologie : Il semble également que l'abondance ou la pénurie de ces bivalves leur apportait de précieuses informations sur l'évolution du climat - notamment sur le phénomène El Niño - justifiant ainsi l'importance économique (pour l'agriculture) et religieuse des caballitos de totoras.
L'utilisation du cheval de roseau est un héritage fondamental des cultures Mochica et Chimú - sociétés à la fois terriennes et maritimes - qui s'est entretenu au fil du temps constitue un symbole représentatif de leur identité, avec une valeur historique réelle, ce qui explique leur présence en tant qu'artéfacts de céramique ou de métal précieux dans les musées.

Dressés dans le sable, ces bateaux en roseau sont, depuis des temps immémorables, le symbole du respect de la population de la côte péruvienne pour les fils subtils qui tissent l'équilibre de la nature.

Caballitos de totoras dans les musées.
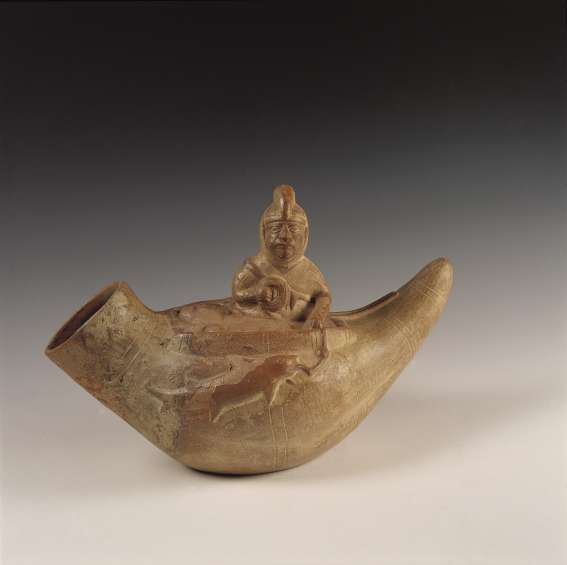
Céramique Mochica au Musée Larco - Lima - Pérou.
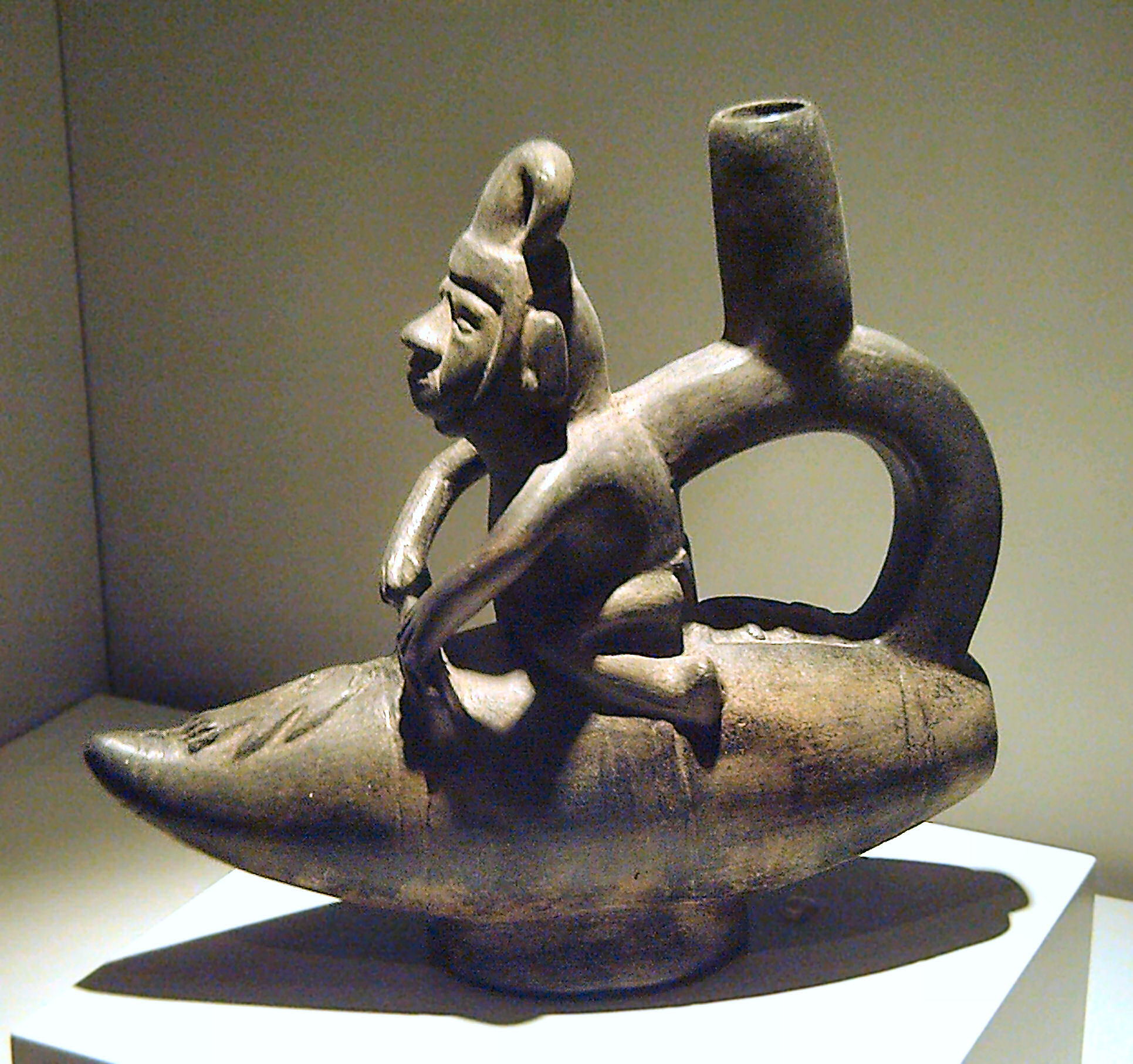
Pêcheur sur son "cheval de roseau" - Poterie Chimú XIe au XIVe siècle.
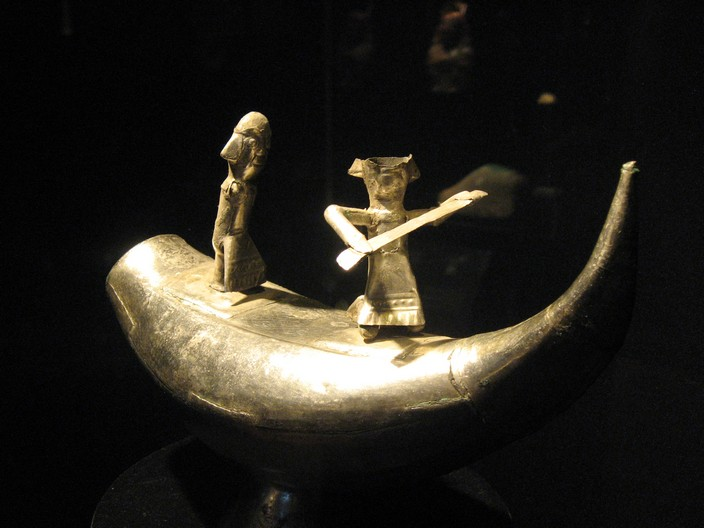
Métal doré - Musée Larco - Lima.

## Les marais de Huanchaco

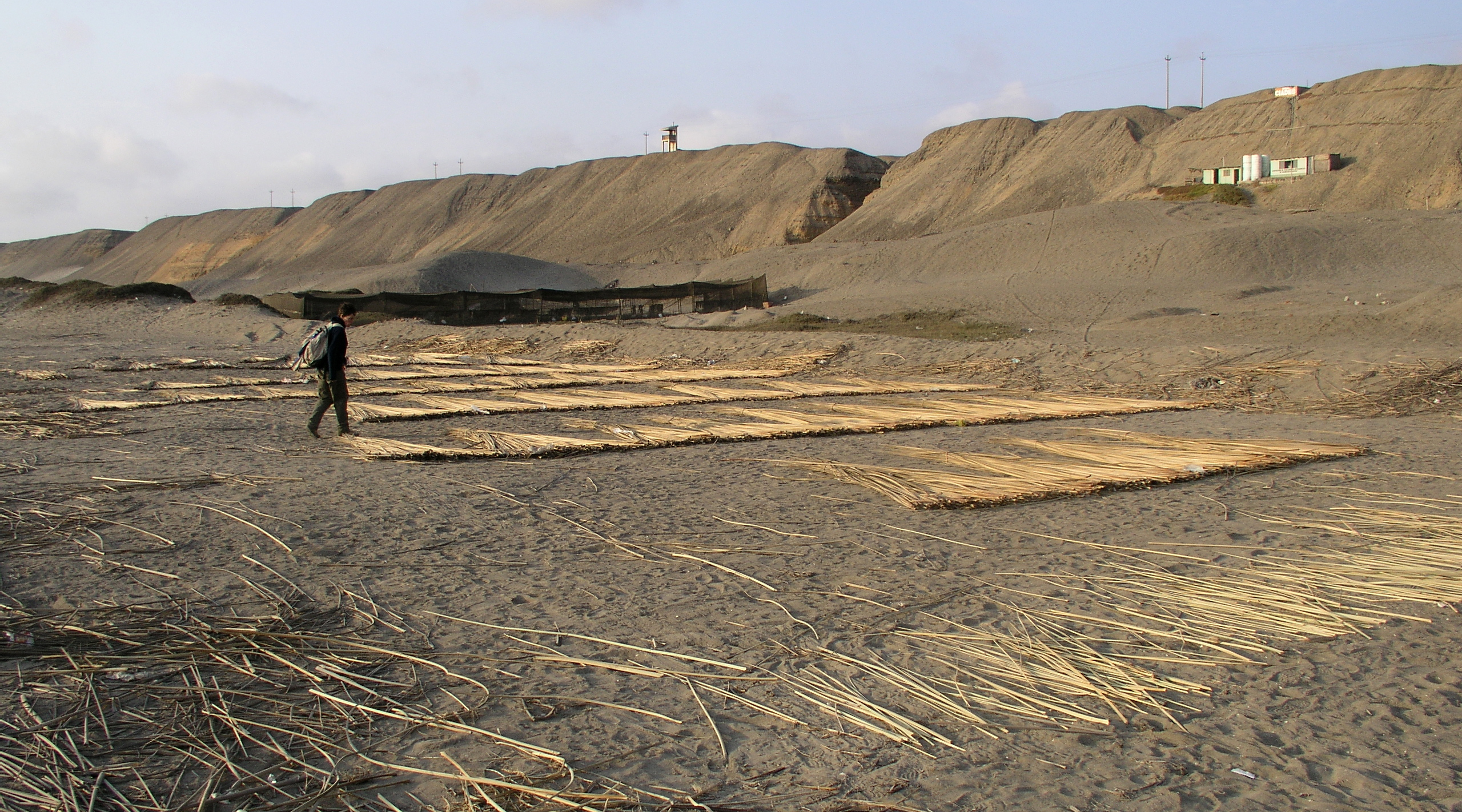
Les roseaux sont cueillis dans les marais de Huanchaco, puis séchés avant de servir à la fabrication des caballitos de totora.

Depuis la plage, au loin vers la terre on aperçoit une ligne verte presque imperceptible. L'endroit est nommé Los Humedales de Huanchaco.
C'est là que le végétal utilisé depuis des millénaires pour fabriquer ces embarcations rustiques millénaires continue d'être cueilli. Ce sont des plantes des zones humides, les totoras.
L'endroit est désormais un parc écologique situé très près du bord de mer à 12 km au nord-ouest de Trujillo (8° 03′ 39″ S, 79° 07′ 42″ O). Il sert uniquement de réserve de roseaux employés pour la fabrication de ces embarcations millénaires et de refuge pour les oiseaux maritimes qui s'y cachent.